# Wondjina

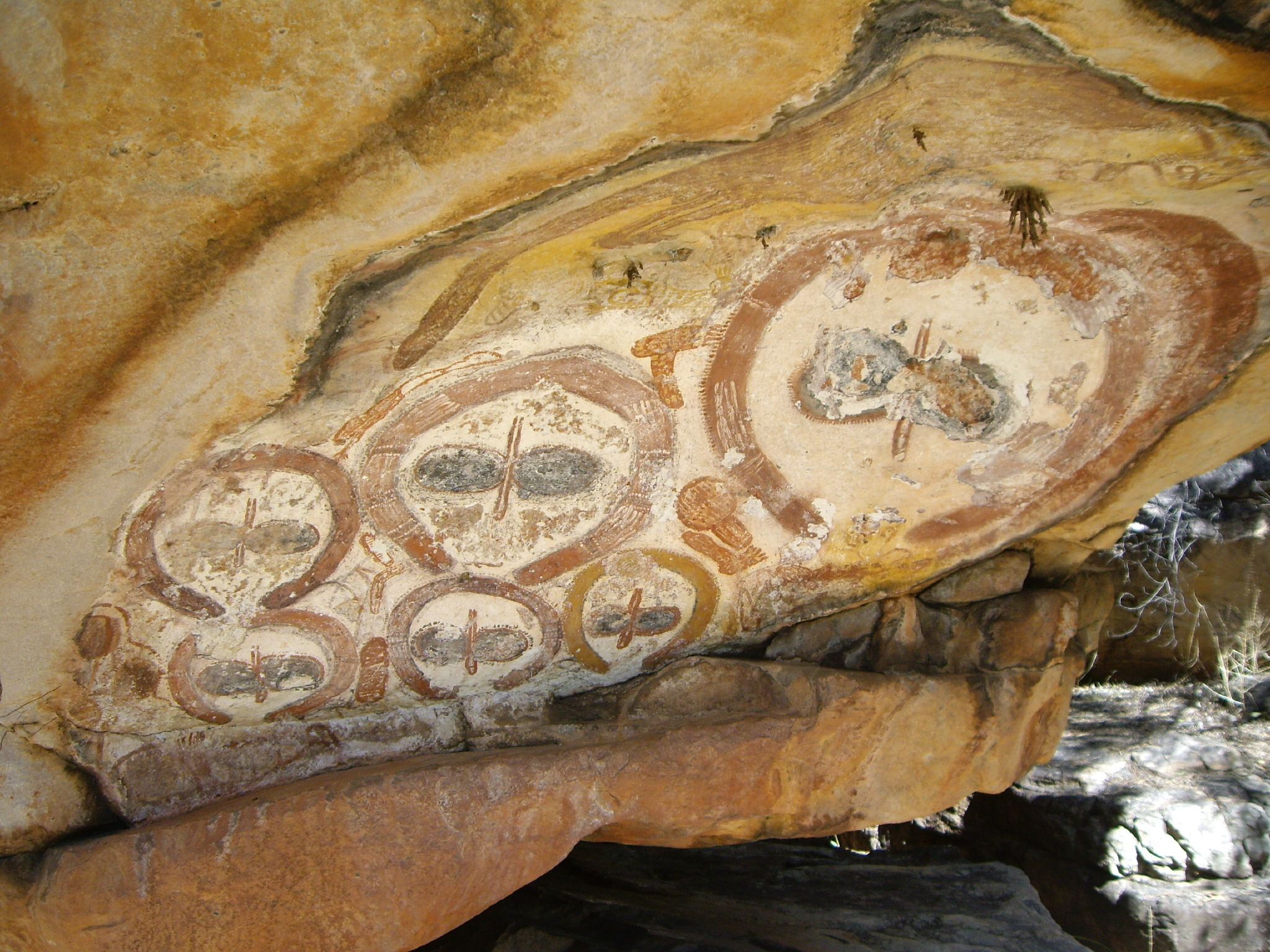
Wandjina-Felsmalerei

Die Wondjina oder Wandjina sind in der Mythologie der Ureinwohner Australiens (Aborigines) Wolken- und Regengeister, die in der Traumzeit ihre Bilder auf Höhlenwände malten. Diese Bilder zeigen sie mit Augen und Nase, jedoch ohne Mund. Heute noch sind ihre Geister in Teichen. Eine der Wondjina wurde nach dem Glauben der Aborigines zur Milchstraße. Bilder, die diese mythologischen Wesen zeigen, werden dem „Wondjina-Stil“ zugerechnet. Dieser von mythischen Vorstellungen geprägte Kunststil findet sich im Nordwesten der Kimberley-Region in Western Australia.